# Myn M. Hoffman
Myn M. Hoffman (* 12. Mai 1883 in Bradford, Illinois; † 5. Januar 1951 in Bronxville, New York)  war Superintendent des Navy Nurse Corps der US Navy.
Im Jahre 1915 graduierte Hoffman am St. Joseph’s Hospital School of Nursing in Denver, US-Bundesstaat Colorado als Krankenschwester. Im Jahre 1917 trat Hoffman in das US Navy Nurse Corps ein und wurde 1919 zur Chief Nurse ernannt.
Während des Ersten Weltkrieges und danach diente Hoffman auf verschiedenen Posten im Raum Washington, D.C.
Im Jahr 1934 wurde Hoffman zum stellvertretenden und ein Jahr später zum vierten Superintendent des US Navy Nurse Corps ernannt. Im Oktober 1938 wurde Hoffman als Lieutenant Commander in den Ruhestand versetzt.
Myn M. Hoffman starb am 5. Januar 1951 im Alter von 68 Jahren in Bronxville, US-Bundesstaat New York.